# Pertunda
Pertunda es una deidad menor de la mitología romana. Esta diosa tendría la función de presidir el acto de consumación del matrimonio. La tradición mandaba que una pequeña estatuilla, representando la figura desnuda de la diosa, estuviera en un lugar prominente de la cámara nupcial, lo cual daría buenos auspicios a la nueva pareja.